# Marie Ejlersen
Marie Ejlersen (født 2. august 1892, død 15. september 1960) var en dansk filmklipper, som medvirkede i produktionen på mange gamle danske film.

## Filmografi
- Cirkusrevyen 1936 - 1936
- Der var engang en Vicevært - 1937
- En fuldendt Gentleman - 1937
- Frk. Møllers Jubilæum - 1937
- Julia paa Glatis - 1938
- Alarm - 1938
- Blaavand melder Storm - 1938
- I Dag begynder Livet - 1939
- Nordhavets Mænd - 1939
- De tre maaske fire - 1939
- Genboerne - 1939
- En ganske almindelig Pige - 1940
- Familien Olsen - 1940
- En Desertør - 1940
- Pas paa Svinget i Solby - 1940
- Frøken Kirkemus - 1941
- Tag til Rønneby Kro - 1941
- Tror du jeg er født i Gaar! - 1941
- Niels Pind og hans Dreng - 1941
- Far skal giftes - 1941
- Søren Søndervold - 1942
- Afsporet - 1942
- Frøken Vildkat - 1942
- Jeg mødte en Morder - 1943
- Hans Onsdags-Veninde - 1943
- Det brændende Spørgsmaal - 1943
- Op med Humøret - 1943
- Ebberød Bank - 1943
- Det ender med Bryllup - 1943
- Frihed, Lighed og Louise - 1944
- Elly Petersen - 1944
- Teatertosset - 1944
- Bedstemor gaar amok - 1944
- De kloge og vi gale - 1945
- Affæren Birte - 1945
- De røde Enge - 1945
- Jeg elsker en anden - 1946
- Saa mødes vi hos Tove - 1946
- Hans store aften - 1946
- Jeg älsker dig, Karlsson! - 1947
- Lise kommer til Byen - 1947
- Familien Swedenhielm - 1947
- Hr. Petit - 1948
- Støt står den danske sømand - 1948
- Min kone er uskyldig - 1950
- De røde heste - 1950
- Mosekongen - 1950